# Соседи (фильм, 1966)
«Соседи» (дат. Naboerne) — датский комедийный кинофильм 1966 года, режиссёр Бент Кристенсен.

## Сюжет
Два соседа, дантист Гормсен и предприниматель Санделунд, на дух не переносят друг друга и постоянно обмениваются мелкими пакостями. Их жёны не отстают от мужей. Напротив, сын Гормсена Людвиг и племянница Сандерлунда Нилле отлично ладят. Вражда соседей нарастает. Обидные, но поначалу «бескровные» выпады сменяются всё более разрушительными акциями. В ход идёт всё, вплоть до ружья, зажигательных снарядов и взрывчатки. Генеральное сражение с применением тяжёлой сельскохозяйственной техники заканчивается полным разрушением обеих усадеб. Выиграл от бессмысленной войны только местный коммерсант, который поставлял обоим семействам «боевую технику».

## В ролях
- Эббе Роде — г-н Гормсен
- Джон Прайс — г-н Санделунд
- Ханне Борхсениус — г-жа Гормсен
- Грета Сонк  — г-жа Санделунд
- Петер Стеен — Людвиг Гормсен
- Эльсебет Рейнгорд — Нилле, племянница Санделунда
- Йеспер Лангберг — Фредди
- Тина Шмедес — Рикке
- Пуэль Керн — Краузе, торговец хозтоварами

## Награды и номинации
- Джон Прайс получил премию «Бодиль» 1966 года за лучшую мужскую главную роль.[3]
- Фильм входил в конкурсную программу V Московского кинофестиваля (1967 год).[4]